# Nina Maksimova
Nina Aleksandrovna Maksimova (in russo Нина Александровна Максимова?; Mosca, 18 gennaio 1924 – Mosca, 25 agosto 2006) è stata una cestista e allenatrice di pallacanestro sovietica.

## Carriera
Con l'Unione Sovietica ha disputato i Campionati mondiali del 1957 e cinque edizioni dei Campionati europei (1950, 1952, 1954, 1956, 1958).